# José Brito

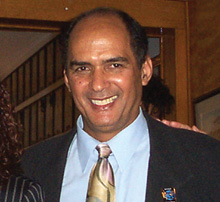
José Brito

José Brito (* 19. März 1944 in Dakar, Französisch-Westafrika) ist ein kap-verdischer Diplomat und Politiker.

## Biografie
José Brito wurde im heutigen Senegal geboren. Nach dem Schulbesuch absolvierte er zunächst Studien der Mathematik sowie der Physik an der Universität Abidjan, die er mit einem Bachelor of Science in Mathematics sowie einem Master of Science in Physics abschloss. Danach absolvierte er ein Postgraduiertenstudium in Chemieingenieurwesen am Französischen Institut für Erdöl, das er ebenfalls mit einem Master beendete. Danach war er Technischer Direktor einer Erdölraffinerie.
Kurz nach der Unabhängigkeit wurde Brito, Mitglied der früheren Einheitspartei Partido Africano da Independência de Cabo Verde (PAICV), 1975 zunächst Staatssekretär und 1977 von Premierminister Pedro Pires zum Minister für Entwicklungsplanung und Auswärtige Hilfe in dessen Kabinett ernannt. Dieses Amt bekleidete er 14 Jahre bis zum Ende von Pires’ Amtszeit am 4. April 1991 nach der Niederlage der PAICV bei den Wahlen zur Nationalkammer. Von 1985 bis 1991 war er selbst ebenfalls Abgeordneter der Nationalkammer.
Brito selbst zog sich zunächst aus der Politik zurück und wurde 1992 Gründer und Leiter von African Future, eines Projekts der Vereinten Nationen, das afrikanische Regierungen bei der Entwicklung und Durchführung von Prozessen einer langzeitigen Strategieplanung unterstützt. Anschließend war er von 1997 bis 2001 Manager und dann zuletzt Vizepräsident für Regierungsbeziehungen von Ocean Energy, einer in den USA ansässigen Erdölgesellschaft.
Nach dem Sieg der PAICV bei den Wahlen von 2001 wurde er vom damaligen Präsidenten Pires zum Botschafter in den USA ernannt. In dieser Funktion war er bis 2006 zugleich auch als Botschafter in Kanada und Mexiko akkreditiert.
Nach seiner Rückkehr ernannte ihn Premierminister José Maria Neves im Zuge des erneuten Wahlsieges der PAICV im März 2006 zum Minister für Wirtschaft, Wachstum und Wettbewerb in dessen Kabinett. Im Rahmen einer Regierungsumbildung wurde er am 27. Juni 2008 zum Minister für Auswärtige Beziehungen, Kooperation und Gemeinschaften berufen. Am 21. März 2011 wurde er von Jorge Borges abgelöst.